# NAPOLEON FUNK
「NAPOLEON FUNK」（ナポレオン・ファンク）は、日本のギタリストである高中正義が1993年8月30日にリリースした25枚目のシングルである。

## 解説
2曲ともにアルバム『AQUAPLANET』からのシングルカットである。
「NAPOLEON FUNK」は、読売テレビ・日本テレビ系『所さんのお騒がせデス』のオープニングテーマに使用された。

## 収録曲
| 全作曲: 高中正義。 |                   |           |            |                    |      |
| #                  | タイトル          | 作詞      | 作曲・編曲 | 編曲               | 時間 |
| 1.                 | 「NAPOLEON FUNK」 |           | 高中正義   | 高中正義・岩崎文紀 | 4:18 |
| 2.                 | 「AQUAPLANET」    |           | 高中正義   | 高中正義           | 5:27 |
| 合計時間:          | 合計時間:         | 合計時間: | 9:45       |                    |      |